# Felsinschrift von Şırzı
Koordinaten: 38° 52′ 42,6″ N, 37° 54′ 48,8″ O

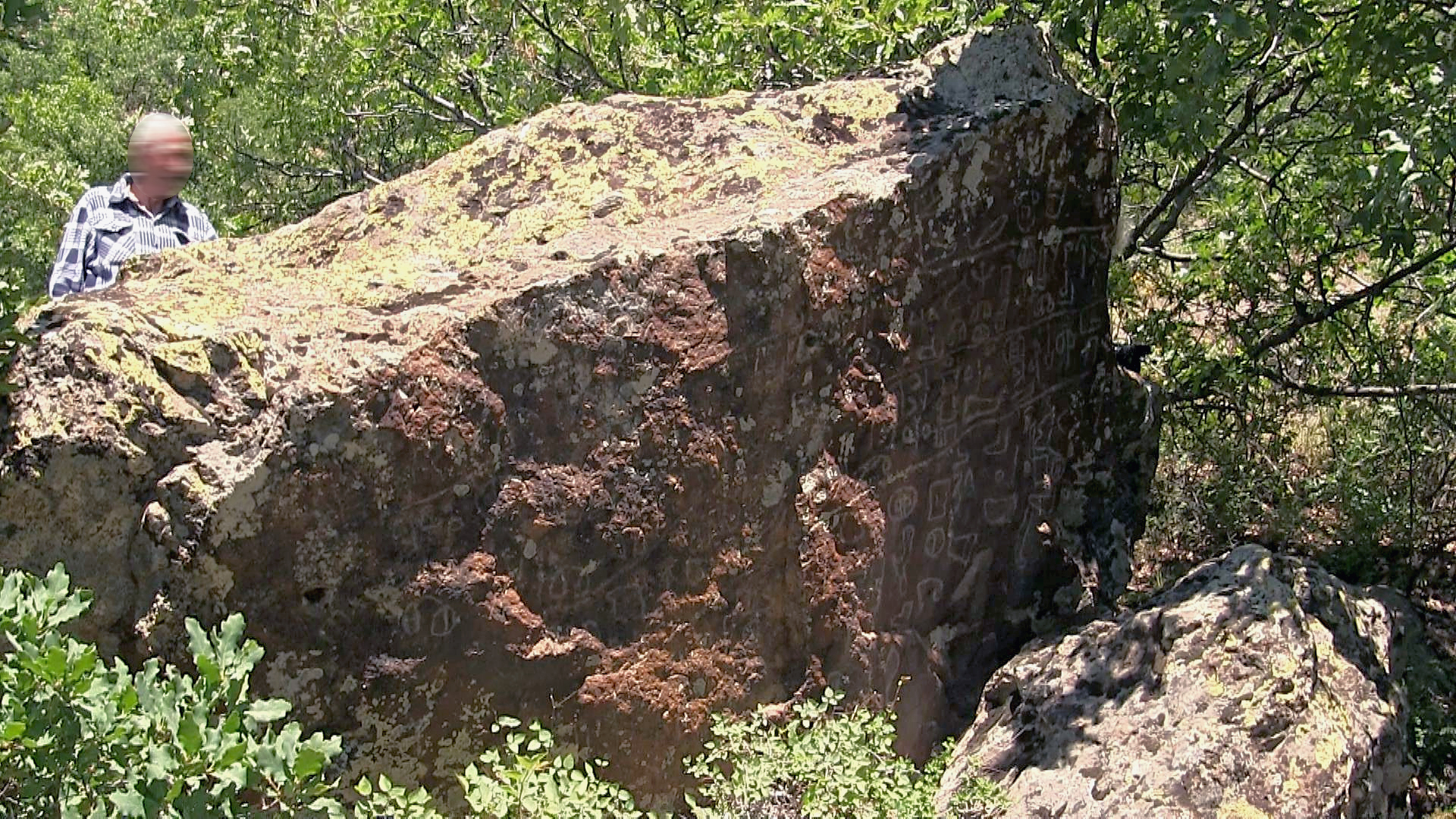
Inschriftenstein von Norden

Die Felsinschrift von Şırzı ist ein späthethitisches Monument mit einer Inschrift in luwischen Hieroglyphen in der südöstlichen Zentraltürkei. Sie wird dem Königreich von Melid zugeordnet und entstand im 8. Jahrhundert v. Chr.

## Lage
Der Steinblock mit der Inschrift liegt an einem Hang oberhalb der Ortschaft Boğazgören (früher Şırzı) im Bezirk Hekimhan der Provinz Malatya, etwa 800 Meter südsüdöstlich des Dorfes auf einer Höhe von 1445 Metern über dem Meeresspiegel. Der Hang ist mit Büschen bewachsen, die mit Steinbrocken durchsetzt sind. In antiker Zeit war er vermutlich bewaldet, die Bäume fielen als Brennmaterial der Verhüttung von Erzen zum Opfer, die in einem Gebiet etwa 300 Meter südwestlich des Inschriftenfelsens gewonnen wurden. Die Bergbauspuren stammen allerdings nicht, wie zunächst vermutet, aus hethitischer, sondern aus römischer Zeit. Sie stehen daher auch in keinem Zusammenhang mit der Inschrift.

## Erforschung
1937 berichtete ein deutscher Ingenieur Müller dem in Ankara lehrenden Altorientalisten Benno Landsberger von der Inschrift und übergab ihm eine Aufnahme, die aber für eine Veröffentlichung nicht geeignet war. Im Sommer 1946 brach eine Expedition bestehend aus Landsberger, Hans Gustav Güterbock, Sedat Alp, Ekrem Akurgal und anderen auf und fand den Felsen beim damaligen Ort Şırzı. Sie zeichneten und fotografierten die Inschrift und Güterbock und Alp veröffentlichten sie in einer Publikation der Universität Ankara. 1952 und 1953 besuchten Helmuth Theodor Bossert und Mustafa Kalaç den Ort und erstellten Bilder, Zeichnungen und Abklatsche. Sie entdeckten auch einen weiteren Teil der Schrift auf der Oberfläche des Felsblocks, Mauerreste in der Umgebung sowie die Bergwerksspuren. Piero Meriggi besuchte Şırzı im Sommer 1962. Spätere Berichte entstanden durch Eberhard Rossner 1988 und Horst Ehringhaus 2014. Der britische Hethitologe John David Hawkins nahm die Inschrift 2000 in sein Corpus of Hieroglyphic Luwian Inscriptions auf.

## Beschreibung
Der Felsblock hat eine Höhe von etwa 1,50 Metern und eine Breite von 2,50 Metern. Auf der nach Nordwesten gerichteten, ungeglätteten Seitenfläche sind vier Zeilen und auf der Oberfläche eine weitere Zeile einer Inschrift eingeritzt. Die seitliche Schrift ist relativ gut erhalten, während die dem Wetter mehr ausgesetzte Zeile auf der Oberfläche in schlechtem Zustand ist. Die Zeilen sind bustrophedon zu lesen und durch geritzte Linien getrennt. Der Text beginnt mit der Vorstellung des Verfassers:
[Dieses] tarpamman der Wildflur hat Satiruntija, Landesherr von Malida, Sohn Saḫwis, des Helden

Runtijas ausgezeichneter Diener, gemacht,

und ich habe meinen Herrn Runtija der Wildflur ständig mit Kultlieferungen begünstigt.
Es folgen weitere, nur teilweise lesbare Gunstbezeigungen an Runtija sowie die üblichen Fluchformeln. Wer das tarpamman zerstört, den soll Runtija selbst bestrafen, dem Zerstörer der Inschrift droht die Strafe Tarḫunzas. Das unbekannte Wort tarpamman bezeichnet wohl eine Art Kultstätte für Runtija. Den Vater von Satiruntija, Saḫwis, identifiziert Hawkins versuchsweise mit Šahu, dem Vater von Ḫilaruada, einem König von Malida, der etwa 780–760 v. Chr. regierte und in urartäischen Quellen belegt ist. Demnach wäre Satiruntija ein Bruder Ḫilaruadas, der vor oder nach ihm regierte. Somit wäre die Inschrift ins 8. Jahrhundert v. Chr. zu datieren. Für diese Datierung sprechen auch Analysen der Zeichenformen.

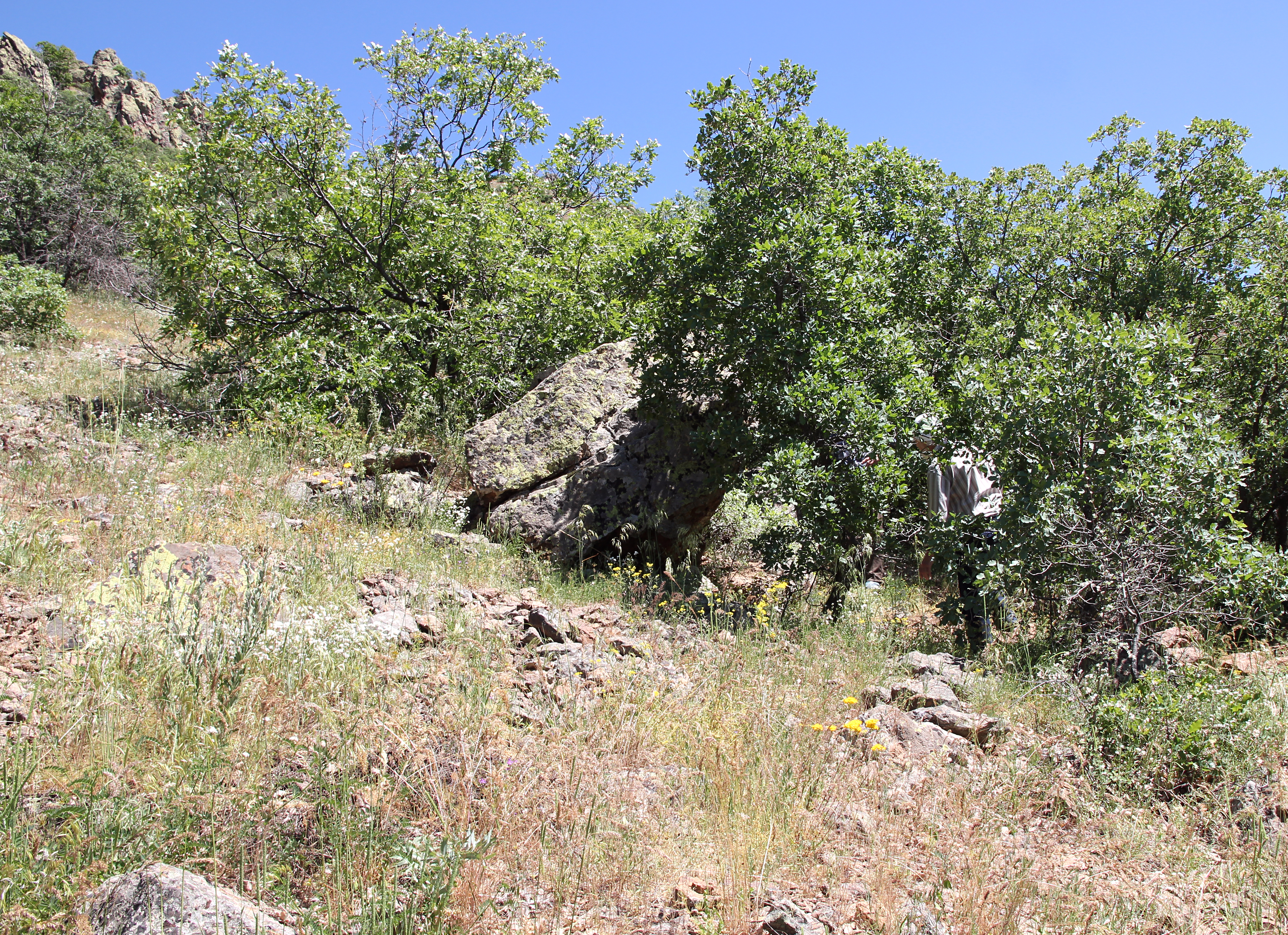
Ansicht des Steins von Norden
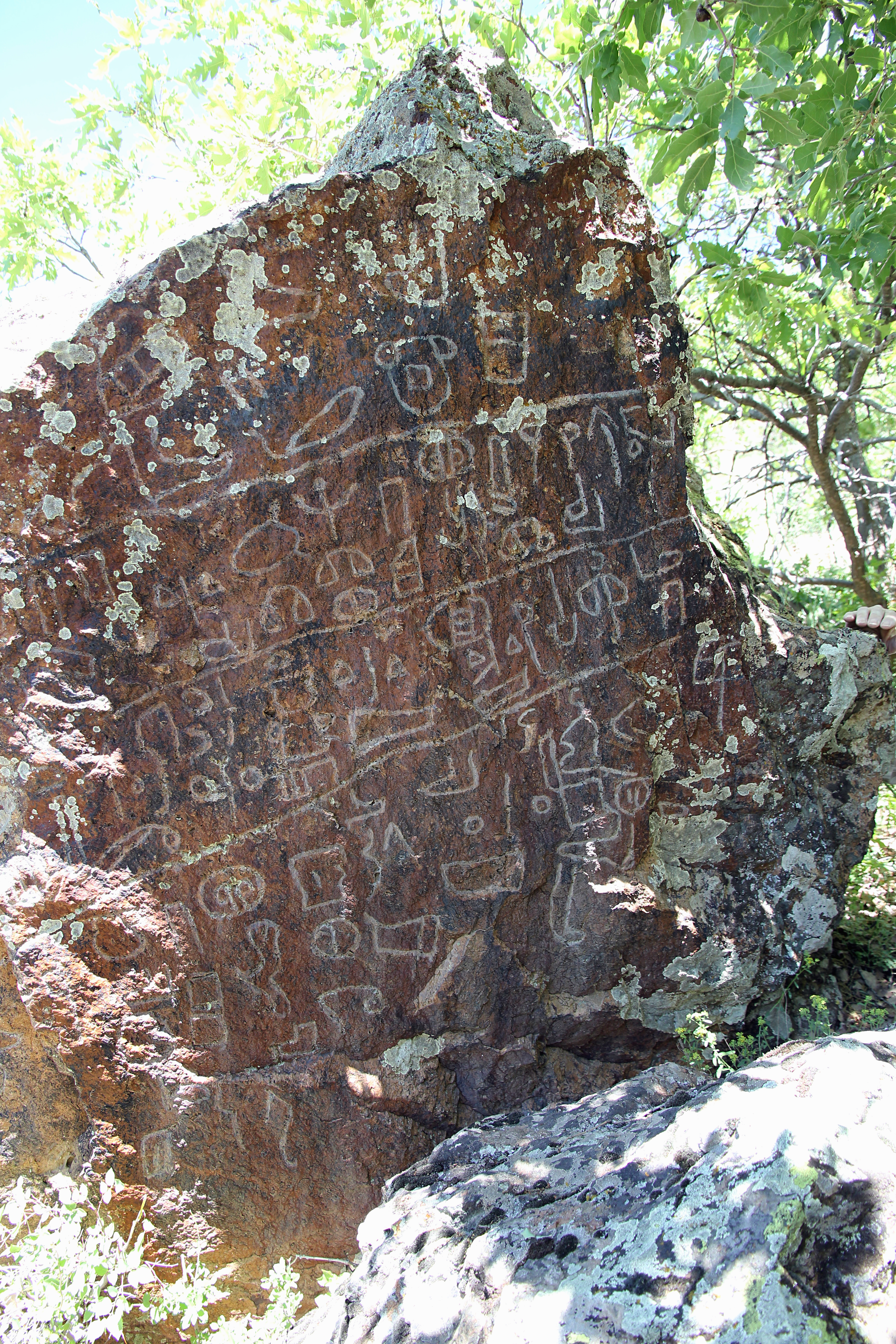
Rechter Teil der Inschrift
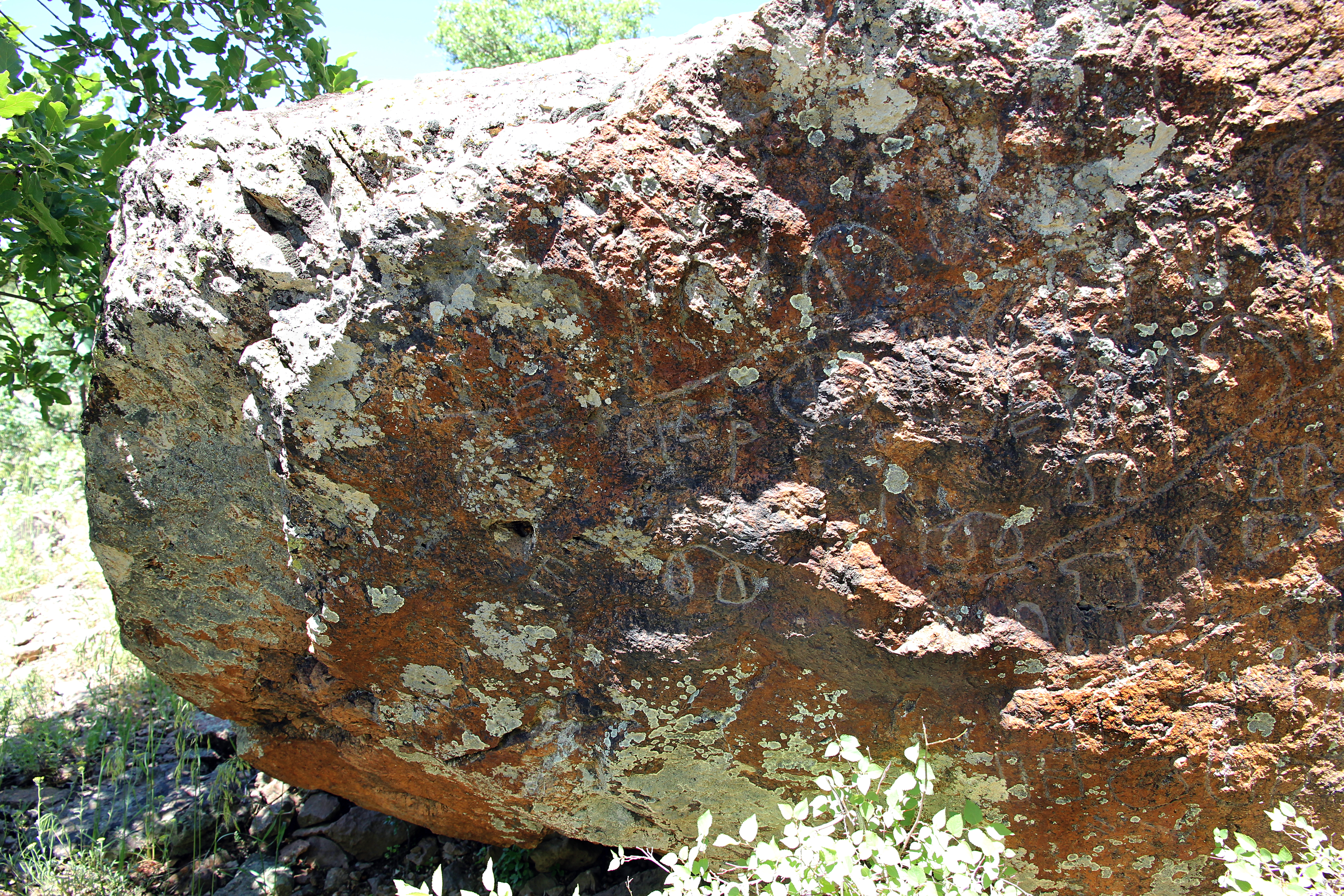
Linker Teil der Inschrift
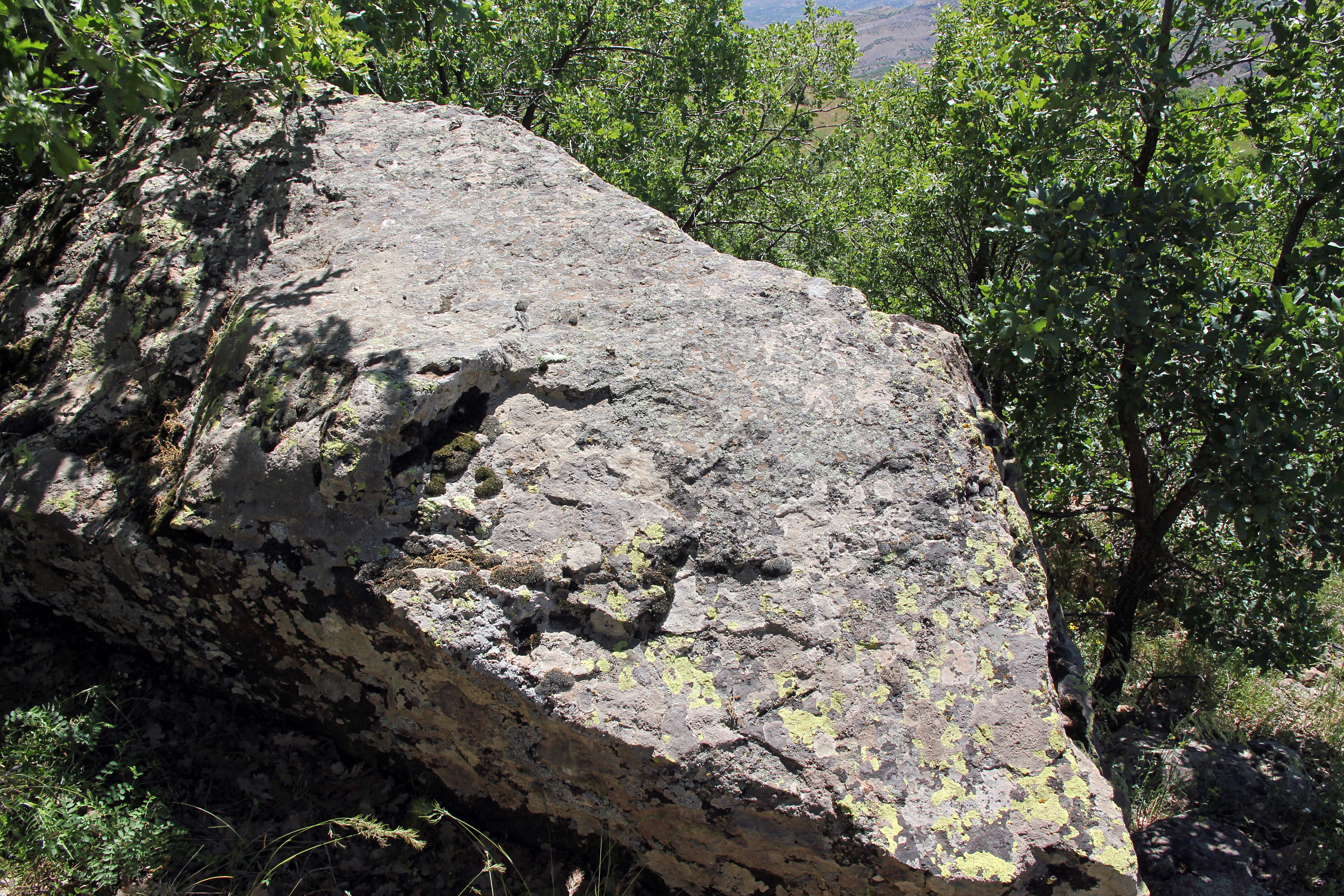
Oberfläche von Süden
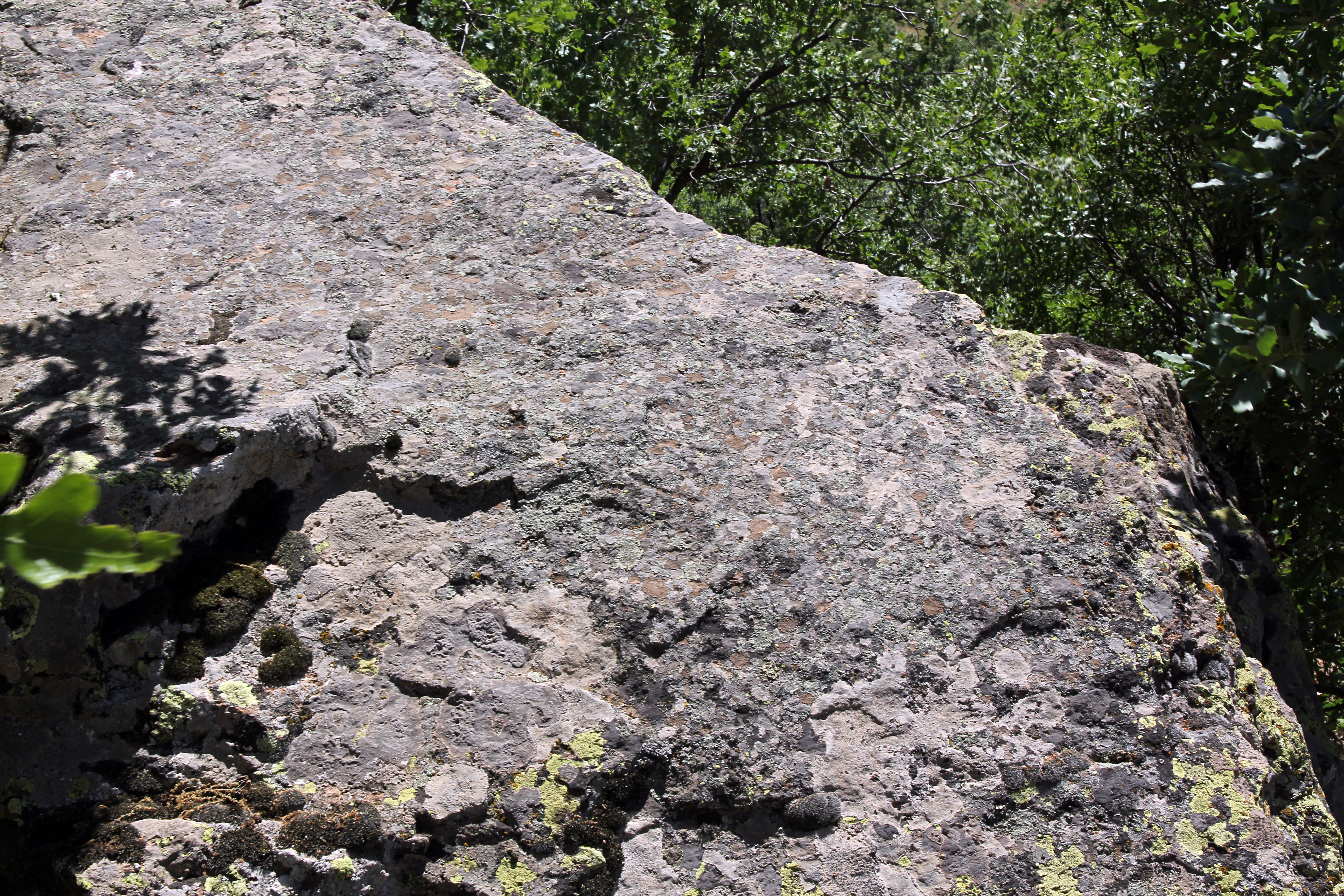
Inschrift auf der Oberfläche